# Bruseljski vrh 2021
Bruseljski vrh 2021 Organizacije Severnoatlantske pogodbe (NATO) je bil 31. uradno srečanje voditeljev držav in predsednikov vlad Organizacije Severnoatlantske pogodbe, ki je potekalo v Bruslju v Belgiji 14. junija 2021.
Severna Makedonija je tedaj prvič sodelovala na vrhu Nata od vstopa v zvezo leta 2020.